# Toleration-partiet

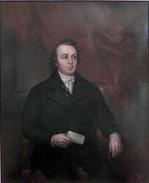
Oliver Wolcott, Jr., guvernör i Connecticut, vald för Toleration-partiet.

Toleration-partiet (Toleration Party, även känt som Toleration-Republican Party och senare American Party eller American Toleration and Reform Party) var ett amerikanskt politiskt parti aktivt i Connecticut i början av 1800-talet. Namnet American hänvisade inte till urinvånarna eller det senare Native American Party, utan till det faktum att det såg sig som ett nationellt orienterat parti.

## Bakgrund
Federalistiska partiet hade dominerat politiken i Connecticut, med näst intill monopol på makten, sedan det grundades. Demokratisk-republikanska partiet grundades i Connecticut 1801, men lyckades som bäst bara vinna 33 av 200 platser i Connecticuts parlament.
Under 1812 års krig samlades Hartford Convention i delstaten, ett konvent i Hartford där delegater från alla fem delstater i New England för att diskutera om de skulle lämna USA på grund av kriget mot Storbritannien. Federalister anklagades också för att stödja britterna i den så kallade blue lantern affair i Connecticut. Dessa händelser medförde att Federalisternas makt började minska.
Federalisterna var förbundna med Kongregationalistkyrkan, som fortfarande var statskyrka i Connecticut (Connecticut var den sista delstaten i USA där staten skildes från kyrkan, alla andra delstater som hade haft statskyrka hade gjort detta senast på 1790-talet.) Alla som bodde i Connecticut var tvungna att betala tionde, vilket irriterade dem som var med i andra kyrkor, särskilt medlemmarna av Episkopalkyrkan. Episkopaler i Connecticut var ofta välsituerade och motståndare till Federalisterna och deras föregångare tillbaka till amerikanska revolutionen, men de ville inte ansluta sig till Demokrat-Republikanerna eftersom det partiet framstod som alltför radikalt för dem. En grupp episkopaler hade köpt obligationer för etablerandet av en statsbank, bara för att inse att den Federalistiska administrationen inte betalade tillbaka pengarna till dem. Detta var den omedelbara orsaken till grundandet av Tolerationist-partiet.

## Grundande
Tolerationist-partiet grundades på ett konvent i New Haven den 21 februari 1816. Partiet hade sin grund i en allians mellan de mer konservativa episkopalerna med Demokrat-Republikanerna, tillsammans med ett antal tidigare medlemmar av Federalisterna och andra religiösa dissidenter, särskilt baptister, metodister, unitarier och universalister. Pierpont Edwards spelade en stor roll vid grundandet av partiet, och partiet nominerade Oliver Wolcott, Jr. och Jonathan Ingersoll som kandidater till guvernör respektive viceguvernör. Wolcott hade varit federalist och Ingersoll demokrat-republikan.

## Valframgångar och betydelse
I valet 1817 fick Toleration-partiet kontroll över parlamentet i Connecticut, medan Wolcott och Ingersoll vann valet till de poster de kandiderade för. Detta gav dem den politiska styrka som krävdes för att kalla till ett konvent för att skriva en ny grundlag för delstaten, 111 av de 201 delegaterna tillhörde Toleration-partiet. Resultatet, grundlagen av 1818, följde i stora delar tolerationisternas politiska program, särskilt deras två grundläggande frågor om att utöka valmanskåren, få staten mer demokratisk och avskaffa statskyrkan. Denna grundlag kom att användas i Connecticut till 1965. 

## Nedgång och senare politisk utveckling
Toleration-partiet var självständigt gentemot Demokrat-Republikanerna, som spände över hela USA, men var allierat med det partiet. Wolcott var den ende guvernören som valdes för Toleration-partiet. Hans efterträdare Gideon Tomlinson nominerades direkt av Demokratisk-Republikanska partiet. Mot slutet av 1820-talet hade Toleration-partiet utvecklats till den del av Demokraterna i Connecticut som stödde Andrew Jackson, medan Connecticuts Federalister och mer ortodoxa demokrat-republikaner hade blivit Connecticuts Whigparti.